# واکنشگر بورگس
واکنشگر بورگس (به انگلیسی: Burgess reagent) (متیل N-(تری‌اتیل‌آمونیوم‌سولفونیل) کاربامات) واکنشگر ملایم و انتخابی است که اغلب در شیمی آلی استفاده می‌شود. این ماده نخستین بار در آزمایشگاه ادوارد ام. بورگس در مؤسسه فناوری جورجیا فرآوری شد.

## آماده‌سازی
این واکنشگر از واکنش کلروسولفونیل ایزوسیانات با متانول و تری اتیل آمین در بنزن تهیه می‌شود: